# Giovanni González
Giovanni Alessandro González Apud (Montevideo, 20 settembre 1994) è un calciatore uruguaiano, difensore del Krasnodar e della nazionale uruguaiana.

## Caratteristiche tecniche
È un terzino destro. Dispone di una grande velocità, il che gli permette di fare grandi incursioni offensive, proponendosi spesso nel dribbling, nei cross o nel tiro. Nelle ultime stagioni ha migliorato anche la fase difensiva con coperture efficaci in diagonale.

## Carriera

### Club
Cresciuto nelle giovanili del River Plate (M), ha esordito il 13 novembre 2014 in occasione del match perso 2-0 contro il Rentistas.
Nel gennaio 2018 viene acquistato dal Peñarol.
Il 29 gennaio 2022 viene acquistato dal Maiorca.

### Nazionale
Il 22 marzo 2019 ha esordito con la nazionale uruguaiana nell'amichevole vinta 3-0 contro l'Uzbekistan.

## Statistiche

### Cronologia presenze e reti in nazionale
| Cronologia completa delle presenze e delle reti in nazionale ― Uruguay | Cronologia completa delle presenze e delle reti in nazionale ― Uruguay | Cronologia completa delle presenze e delle reti in nazionale ― Uruguay | Cronologia completa delle presenze e delle reti in nazionale ― Uruguay | Cronologia completa delle presenze e delle reti in nazionale ― Uruguay | Cronologia completa delle presenze e delle reti in nazionale ― Uruguay | Cronologia completa delle presenze e delle reti in nazionale ― Uruguay | Cronologia completa delle presenze e delle reti in nazionale ― Uruguay |
| Data                                                                   | Città                                                                  | In casa                                                                | Risultato                                                              | Ospiti                                                                 | Competizione                                                           | Reti                                                                   | Note                                                                   |
| ---------------------------------------------------------------------- | ---------------------------------------------------------------------- | ---------------------------------------------------------------------- | ---------------------------------------------------------------------- | ---------------------------------------------------------------------- | ---------------------------------------------------------------------- | ---------------------------------------------------------------------- | ---------------------------------------------------------------------- |
| 22-3-2019                                                              | Nanning                                                                | Uruguay                                                                | 3 – 0                                                                  | Uzbekistan                                                             | Amichevole                                                             | -                                                                      | 61’                                                                    |
| 25-3-2019                                                              | Nanning                                                                | Thailandia                                                             | 0 – 4                                                                  | Uruguay                                                                | Amichevole                                                             | -                                                                      |                                                                        |
| 20-6-2019                                                              | Porto Alegre                                                           | Uruguay                                                                | 2 – 2                                                                  | Giappone                                                               | Coppa America 2019 - 1º turno                                          | -                                                                      | 62’                                                                    |
| 24-6-2019                                                              | Rio de Janeiro                                                         | Cile                                                                   | 0 – 1                                                                  | Uruguay                                                                | Coppa America 2019 - 1º turno                                          | -                                                                      | 70’                                                                    |
| 29-6-2019                                                              | Salvador de Bahia                                                      | Uruguay                                                                | 0 – 0 (4 – 5 dtr)                                                      | Perù                                                                   | Coppa America 2019 - Quarti di finale                                  | -                                                                      |                                                                        |
| 15-10-2019                                                             | Lima                                                                   | Perù                                                                   | 1 – 1                                                                  | Uruguay                                                                | Amichevole                                                             | -                                                                      | 34’                                                                    |
| 15-11-2019                                                             | Budapest                                                               | Ungheria                                                               | 1 – 2                                                                  | Uruguay                                                                | Amichevole                                                             | -                                                                      |                                                                        |
| 18-11-2019                                                             | Tel Aviv                                                               | Argentina                                                              | 2 – 2                                                                  | Uruguay                                                                | Amichevole                                                             | -                                                                      | 17’                                                                    |
| 3-6-2021                                                               | Montevideo                                                             | Uruguay                                                                | 0 – 0                                                                  | Paraguay                                                               | Qual. Mondiali 2022                                                    | -                                                                      |                                                                        |
| 8-6-2021                                                               | Caracas                                                                | Venezuela                                                              | 0 – 0                                                                  | Uruguay                                                                | Qual. Mondiali 2022                                                    | -                                                                      |                                                                        |
| 18-6-2021                                                              | Brasilia                                                               | Argentina                                                              | 1 – 0                                                                  | Uruguay                                                                | Coppa America 2021 - 1º turno                                          | -                                                                      | 70’                                                                    |
| 21-6-2021                                                              | Cuiabá                                                                 | Uruguay                                                                | 1 – 1                                                                  | Cile                                                                   | Coppa America 2021 - 1º turno                                          | -                                                                      | 46’                                                                    |
| 24-6-2021                                                              | Cuiabá                                                                 | Bolivia                                                                | 0 – 2                                                                  | Uruguay                                                                | Coppa America 2021 - 1º turno                                          | -                                                                      | 88’                                                                    |
| 2-9-2021                                                               | Lima                                                                   | Perù                                                                   | 1 – 1                                                                  | Uruguay                                                                | Qual. Mondiali 2022                                                    | -                                                                      | 82’                                                                    |
| 10-10-2021                                                             | Buenos Aires                                                           | Argentina                                                              | 3 – 0                                                                  | Uruguay                                                                | Qual. Mondiali 2022                                                    | -                                                                      | 75’                                                                    |
| 16-11-2021                                                             | La Paz                                                                 | Bolivia                                                                | 3 – 0                                                                  | Uruguay                                                                | Qual. Mondiali 2022                                                    | -                                                                      | 46’ 60’                                                                |
| 24-3-2023                                                              | Tokyo                                                                  | Giappone                                                               | 1 – 1                                                                  | Uruguay                                                                | Amichevole                                                             | -                                                                      |                                                                        |
| Totale                                                                 |                                                                        | Presenze                                                               | 17                                                                     |                                                                        | Reti                                                                   | 0                                                                      |                                                                        |

## Palmarès

### Club

#### Competizioni nazionali
- Supercopa Uruguaya: 1

Peñarol: 2018
- Campionato russo: 1

Krasnodar: 2024-2025